# Flann O'Brien
Flann O'Brien, egentligen Brian O'Nolan (iriska: Brian Ó Nualláin), även känd som Myles na gCopaleen, född 5 oktober 1911 i Strabane, County Tyrone, död 1 april 1966 i Dublin, var en irländsk författare. Hans skrifter var humoristiska och satiriska.
O'Nolan skrev flitigt redan under sin tid på University College Dublin, då bland annat under pseudonymen Brother Barnabas. Hans romaner (som skrevs under namnet Flann O'Brien) kännetecknas av en modernistisk bisarr humor, som har gett honom en plats i irländsk litteraturhistoria. O'Brien anses vara inspirerad av James Joyce.
O'Nolans krönikor i The Irish Times skrevs under namnet Myles na gCopaleen eller Gopaleen (iriska för Myles av de små hästarna). Krönikorna bar rubriken "Cruiskeen Lawn", och var oftast på engelska, men ibland på iriska, latin och en säregen blandning av engelska och iriska. Krönikorna har en mängd återkommande figurer, bland annat poeten Keats och Homerosöversättaren Chapman, som av Myles sammanförts i en obestämd nutid. Keats och Chapman-historierna avslutas alltid med (ofta oöversättliga) ordvitsar.

## Romaner
- 1939 - At Swim-Two-Birds (Sanning är ett udda tal, översättning och efterskrift: Magnus Hedlund, Ellerström, 1995)
- 1940 (postumt utgiven 1967) - The Third Policeman (Den tredje polisen, översättning och efterskrift: Magnus Hedlund, Stegeland, 1977). Ny, rev. upplaga: Ellerström, 1989
- 1941 - An Béal Bocht/The Poor Mouth (Klagomunnen: en vrång historia om det hårda livet, översättning och efterskrift: Erik Andersson, Ellerström, 1994)
- 1961 - The Hard Life
- 1964 - The Dalkey Archive
- Det elektriska ångloket: en samling tidningsskriverier och noveller (urval, översättning och förord: Erik Andersson & Magnus Hedlund, Ellerström, 1998)